# XIV Olympiad: The Glory of Sport
XIV Olympiad: The Glory of Sport è un film documentario del 1948 diretto da Castleton Knight.
Pellicola dedicata alle Olimpiadi di Londra 1948.

## Trama
Londra 1948, prima edizione post-bellica e quindi senza gli sfarzi di una Olimpiade, è principalmente ricordata per le gesta della mammina volante l'olandese Fanny Blankers-Koen, a cui la guerra aveva tolto gli anni migliori dal punto di vista sportivo, ma che non le ha impedito di giungere, ormai trentenne e madre di due figli a vincere ben quattro medaglie d'oro nell'Atletica leggera (80 metri hs, 100 e 200 metri e staffetta 4x100 metri), come mai nessuna donna era mai riuscita a fare e ancor oggi non è stata capace di fare.

## Gli otto rulli del film
- Rullo 1: cerimonia di apertura dei Giochi olimpici in Grecia per i Giochi olimpici estivi e a St. Moritz per i Giochi invernali;
- Rullo 2: Le gare delle Olimpiadi invernali di Saint Moritz 1948;
- Rullo 3: inaugurazione dei Giochi allo stadio di Wembley;
- Rullo 4: alcune gare di Atletica tra cui il salto in lungo;
- Rullo 5: altre gare di atletica incluse quelle di Fanny Blankers-Koen;
- Rullo 6: Vela, Ciclismo e sport equestri;
- Rullo 7: gare di Nuoto:
- Rullo 8: Maratona e cerimonia di chiusura.

Il film, in questa versione, nella stagione di avvicinamento ai Giochi olimpici di Londra 2012, è trasmesso in Italia dal canale satellitare ESPN Classic.

## Questione titolo di film ufficiale dei Giochi
Il CIO nel maggio 2000 ha annunciato di avere acquisito i diritti di oltre 20.000 ore di materiale video realizzate fra Londra 1908 e Nagano 1998 sui Giochi olimpici, nonché di aver comprato i diritti dei precedenti film ufficiali dei Giochi, da Olympia del 1936 ai film di Bud Greenspan
. In forza di questo fatto il sito RunningMovies.com considera il film The Official Films Of The Olympic Games: London 1948, quale ufficiale della manifestazione. Tuttavia il film di Knight deve essere a buon diritto considerato film ufficiale della manifestazione e non soltanto perché è stato realizzato all'epoca delle Olimpiadi e non anni dopo come quello citato.

## Curiosità
Il permesso per la distribuzione del film nelle sale cinematografiche italiane venne negato per espressa volontà di Giulio Andreotti, all'epoca Sottosegretario alla Presidenza del Consiglio dei Ministri con delega per lo spettacolo e l'editoria, con la seguente motivazione:  «nell’edizione rappresentata manca una adeguata documentazione della partecipazione italiana alle Olimpiadi e delle sue notevoli affermazioni».